# Davarzan
Davarzan (persiska: داورزن) är en ort i Iran. Den ligger i provinsen Razavikhorasan, i den nordöstra delen av landet. Davarzan ligger 913 meter över havet.
Orten är administrativt centrum för delprovinsen (shahrestan) Davarzan.